# Липа-велетень (пам'ятка природи)
Ли́па-ве́летень — ботанічна пам'ятка природи місцевого значення в Україні. Розташована в межах Корецького району Рівненської області, в селі Світанок. 
Площа 0,1 га. Статус надано згідно з рішенням облради від 27.05.2005 року № 584. Перебуває у віданні  Світанівської сільської ради. 
Статус надано з метою збереження одного екземпляра липи віком понад 150 років.